# ВЛ61
Електровоз ВЛ61 (до січня 1963 назва НО — Новочеркаський Однофазний) — вантажний дослідний магістральний електровоз змінного струму.

## Історія виникнення електровозу
В 1955—1956 рр. на змінному струмі (20 кВ, 50 Гц) була електрифікована перша дослідна ділянка в СРСР — Ожерелье — Павелец, Московсько-Курсько-Донбаської залізниці. На цій ділянці планувалося випробувати нову систему електрифікації.
Для пробної експлуатації Новочеркаський електровозобудівний завод спроектував та побудував партію шестивісних вантажних електровозів. Всього було побудовано 12 електровозів: у 1954 році — 2 од. (001, 002), в 1955 — 2 од. (003, 004), в 1956 році — 3 од. (005—007), в 1957 році — 5 од. (008—012). Всі електровози до січня 1963 року мали назву НО, що означало Новочеркаський Однофазний, потім, у зв'язку з подіями 1962 року в Новочеркаську були перейменовані у ВЛ61.
Перший поїзд з задіянням електровозу НО-001 провів машиніст депо Ожерелье Г. П. Стрельніков. З середини 1956 року розпочалася постійна експлуатація електровозів на ділянці Ожерелье — Михайлов, а потім і на всій лінії Ожерелье — Павелец.

## Характеристики електровозу
- Осьова формула — 3О+3О
- Вага — 132 т
- Осьове навантаження — 22 тс
- Напруга в контактній мережі — 20 (після модернізації 1959 року — 25) кВ
- Конструкційна швидкість — 75, 85 км/год

## Конструкція електровоза
З метою прискорення проектування і налагодження виробництва використовувалися елементи механічної частини і тягові електродвигуни електровозів ВЛ22м.

### Механічна частина
Кузов електровоза був спроектований без традиційних перехідних площадок.
Зубчаста передача крутного моменту з тягових двигунів на колісні пари була аналогічною конструкції електровоза ВЛ22м двостороння, прямозуба з елементами еластичності на зубчастих колесах.

### Силова схема
Тягові трансформатори електровоза — ОЦР2400/20 (однофазні, з циркулюючою оливною системою охолодження, потужністю 2400 кВт, напруга первинної обмотки 20 кВ. Трансформатори були спеціально спроектовані для даногоу електровозу, виготовлялись вони на Московському трансформаторному заводі. Трансформатори мали три обмотки: первинну на напругу контактної мережі 20 кВ, вторинну тягову з нульовим виводом на напругу 2*2150 в, допоміжну для живлення допоміжних машин і кіл управління на 380 в. Олива через охолоджувач прокачувалася оливним насосом, потік оливи контролювався оливоструйним реле.

#### Випрямна установка
Як випрямна установка були використані ігнітрони ИВС-200/5. Ігнітрони були розраховані на номінальний струм 200А, максимальна зворотна напруга 5200 в. На електровозі було встановлено вісім ігнітронів включених паралельно попарно. На групу з трьох тягових двигунів одного візка працювали чотири ігнітрона. Охолодження ігнітронів рідинне — водою влітку і антифризом взимку. Як охолоджувальні секції були використані стандартні водяні секції тепловозов ТЕ3.

#### Регулювання напруги на тягових двигунах
Регулювання напруги на зажимах ТЕД здійснювалося зміною підключень секцій вторинної обмотки тягового трансформатора. В період розгону електровоза секції обмотки включалися спочатку зустрічно, а потім узгоджено. Перемикання здійснювалися індивідуальними для кожної секції електропневматичними контакторами. Включення і виключення контакторів здійснювалося низьковольтним проміжним контролером,який, обертався сервомотором.
Електровози мали 33 пускові позиції, 1, 5, 9, 13, 17, 21, 25, 29 і 33 були ходовими — тобто допускали їзду на цих позиціях тривалий час.

### Допоміжні машини
Всі допоміжні машини електровоза ВЛ61 мали асинхронні конденсаторні двигуни з короткозамкнутим ротором. Два відцентрових вентилятора, які по конструкції і розміщенню були практично ідентичні вентиляторам електровозів ВЛ22м, вони засмоктували повітря через жалюзі і встановлені за ними радіаторні водяні секції і нагнітали повітря для охолодження двигунів. Два мотор-компресора Э-500 забезпечували електровоз стисненим повітрям. Два відцентрових насоси забезпечували циркуляцію охолоджувальної рідини ігнітронів, а третій — оливи трансформатора. Генератор струму, який виробляв постійний струм напругою 50 В, мав окремий електродвигун.
Крім повного збудження ТЕД, застосовувалася одна ступінь ослаблення збудження (50 %).

## Електровози ВЛ61д
Перший ескізний проект модернізації був завершений в 1957 році, але був відхилений через непотрібність. Однак в 1963 році під час електрифікації змінним струмом ділянки Ростов — Мінеральні води виник стик постійного та змінного струму на станції  Мінеральні води. Було прийняте рішення не обладнувати станцію перемикачами контактної мережі, а застосувати на ділянці електровози подвійного живлення. 
Наприкінці 1963 року суттєво переобладнали електровоз ВЛ61-004 в електровоз подвійного живлення, він отримав позначення ВЛ61д. Під час переобладнання з електровозу зняли асинхронні двигуни допоміжних машин, контролери машиніста, контактери, перемикачі секцій обмоток трансформатора. Замість них встановили швидкодіючий вимикач, фехралеві пускові резистори, нові контролери машиніста, двигуни постійного струму для приводу допоміжних машин, а також інше електрообладнання, що застосовувалося на електровозах ВЛ22м без рекуперативного гальмування. Ігнітрони замінили потужнішими — ИВС-500/5, схема випрямлення стала мостовою. Силові кола ТЕД аналогічні електровозу ВЛ22м, з додаванням елементів захисту під час живлення електровозу змінним струмом.
На постійному струмі електровоз працював за схемою роботи електровозу ВЛ22м. На змінному струмі напруга на виході випрямляча становила 3000 В, тому на постійному і змінному струмі електровоз працював в однакових режимах. Було передбачено живлення допоміжних машин і тягових електродвигунів від середньої точки нижчої обмотки трансформатора (напруга на виході випрямляча становила 1500 В). В 1964 — 1965 рр. були переобладнані інші 11 електровозів серії ВЛ61. Всі вони надійшли на ділянку Мінеральні води — Кисловодськ.
Наприкінці 1960 рр. ігнітронні випрямні установки були замінені кремнієвими. 
В період 1972 — 1980 рр. всі електровози були списані і замінені на ВЛ82